# 莱昂·伍德
莱昂·伍德（英語：Leon Wood，1962年3月25日—），美国男子篮球运动员。他曾代表美国获得1984年夏季奥运会篮球比赛男子金牌。他也参加了1983年泛美运动会，获得一枚金牌。

## NBA裁判生涯
1996年，伍德被NBA聘用為裁判。

## 外部連結
- 莱昂·伍德在fiba.basketball（英语）
- 莱昂·伍德在NBA官網（英语）
- 莱昂·伍德在西班牙篮球甲级联赛官網（球員）（西班牙语）
- 莱昂·伍德在法國籃球甲級聯賽官網（法语）
- 莱昂·伍德在意大利篮球甲级联赛官網（意大利语）
- 莱昂·伍德在Basketball-Reference.com（NBA）（英语）
- 莱昂·伍德在Basketball-Reference.com（國際）（英语）
- 莱昂·伍德在Sports-Reference.com（NCAA）（英语）
- 莱昂·伍德在Proballers（英语）
- 莱昂·伍德在RealGM（球員）（英语）
- 莱昂·伍德在Basketball-Reference.com（裁判）（英语）
- 莱昂·伍德在Olympedia（英语）